# 小島善作

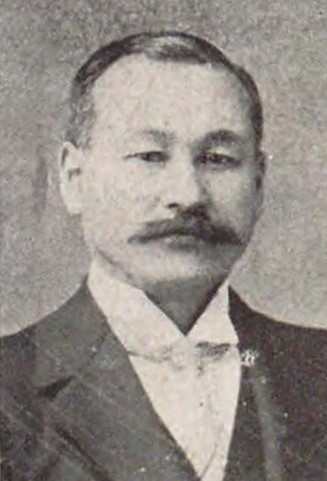
小島善作

小島 善作（おじま ぜんさく、1876年（明治9年）1月2日 - 1937年（昭和12年）1月20日）は、日本の篤農家、政治家。衆議院議員、埼玉県北足立郡大砂土村長。

## 経歴
埼玉県足立郡土呂村（のち北足立郡大砂土村大字土呂、現：さいたま市北区）で、大地主・小島宅十郎の息子として生まれる。1902年、大日本実業会農学科を卒業。
明治法律学校で学んだが、郷里の茶業の衰退を憂いて退学し、帰郷して製茶職人の修業を行う。さらに特産地の宇治、静岡に遊歴して技術を磨き、帰郷して私立製茶伝習所を設立して茶業の振興を図った。その他、養鶏改良、米麦改良、甘藷栽培改良などにも尽力して、その普及を図り、埼玉県農会・群馬県農会・栃木県河内郡農会の嘱託講師、地方森林会議員、埼玉県茶業組合連合会議長などを務めた。
政界では、大砂土村助役、同村長、埼玉県会議員、同参事会員などを務めた。1924年5月、第15回衆議院議員総選挙で埼玉県第一区から出馬して当選し、立憲政友会に所属して衆議院議員を一期務めた。

## 著作
- 『茶業家須知』浩文堂、1898年。
- 『現代之甘藷』小島善作、1922年。